# Psychoda litotes
Psychoda litotes és una espècie d'insecte dípter pertanyent a la família dels psicòdids que es troba al Brasil, Nicaragua i Costa Rica.